# John Pegram (1832-1865)
John Pegram (24 janvier 1832 – 6 février 1865) est un militaire de carrière de la Virginie, qui a servi comme officier dans l'armée des États-Unis, puis en tant que brigadier général dans l'armée confédérée pendant la guerre de Sécession. Il devient le premier ex-officier de l'armée des États-Unis à être capturé au cours du service confédéré en 1861 et est tué au combat à l'approche de la fin de la guerre.

## Avant la guerre
John Pegram naît à Petersburg, en Virginie, le fils aîné du planteur de troisième génération James West Pegram et Virginia Johnson Pegram. Son grand-père et homonyme, John Pegram, a été un major général, commandant de toutes les forces de Virginie au cours de la guerre de 1812. Son père, James Pegram, est un éminent avocat, brigadier-général de la milice, et le président de la banque de Richmond. Cependant, en octobre 1844, James Pegram est tué dans un accident de bateau à vapeur sur la rivière Ohio, laissant une veuve, qui doit ouvrir une école de filles pour élever ses cinq enfants. Un des jeunes frères de John Pegram est le futur artilleur confédéré William Ransom Johnson Pegram. Le demi-frère de son arrière-grand-mère était le sénateur de la Caroline du Nord Nathaniel Macon.
Pegram est nommé à l'académie militaire de est Point en 1850. Il est diplômé quatre ans plus tard, se classant dixième de sa promotion, qui comprend également les futurs généraux J. E. B. Stuart, Stephen D. Lee et Oliver O. Howard. Pegram est nommé second lieutenant et affecté dans les dragons. Il servit dans plusieurs garnisons et avant-postes dans l'ouest. En janvier 1857, il est nommé assistant-instructeur de cavalerie de West Point. Pegram obtient un congé en 1858-59 pour voyager en Europe afin d'observer la guerre austro-sarde. De retour chez lui, il est affecté en 1860 en service sur la frontière du territoire du Nouveau-Mexique.

## Guerre de Sécession
En mai 1861, lorsque la nouvelle arrive que son État natal de Virginie a fait sécession, Pegram démissionne de son poste de sa commission de lieutenant et retourne chez lui. Entre le 1er et le 10 juillet 1861, il accepte une commission de lieutenant-colonel et reçoit le commandement du 20th Virginia Infantry. Son régiment fait partie de la brigade du brigadier général Robert S. Garnett et sert en Virginie occidentale combattant les troupes de l'Union sous les ordres du major général George B. McClellan. Le 11 juillet 1861, coupé du corps principal de Garnett au cours de la bataille de Rich Mountain, Pegram rend de manière controversée tout son régiment aux fédéraux. Ainsi, John Pegram devient le premier ex-officier de l'armée des États-Unis à être capturé alors qu'il est en servie auprès de la Confédération. Ses hommes sont libérés sur parole, mais Pegram, est emprisonné pendant six mois au fort Warren dans le port de Boston.
En janvier 1862, Pegram est libéré sur parole à Baltimore, dans le Maryland, et a la permission de voyager à Richmond, en attendant un échange formel avec un officier de l'Union prisonnier. Là, il rencontre la célèbre mondaine Hetty Cary, qui devient sa fiancée. Quand il est finalement échangé, Pegram est promu colonel et devient l'ingénieur en chef de l'armée du général Pierre G. T. Beauregard et puis de Braxton Bragg. Dans un court laps de temps, il est affecté en tant que chef d'état-major du major général Edmund Kirby Smith et participe à la campagne du Kentucky.
Pegram est promu brigadier général en novembre 1862 et reçoit le commandement d'une brigade de cavalerie. Ses performances avant la bataille de Stones River en décembre sont critiquées par ses supérieurs pour avoir omis de fournir des renseignements sur les mouvements ennemis. En mars 1863, il mène un raid malheureux dans le Kentucky qui est défait à la bataille de Somerset et attire les critiques de ses subordonnés, y compris John Hunt Morgan. Il reste, cependant, au commandment et reçoit l'ordre d'aller dans l'armée de Virginie du Nord en octobre, après sa demande d'une réaffectation sur le théâtre oriental. Cependant, avant de partir, Pegram et sa division combattent sous les ordres de Nathan Bedford Forrest à la bataille de Chickamauga.
Pegram reçoit le commandement d'une brigade de vétérans  d'infanterie de Virginie de la division de Jubal A. Early. En mai, Pegram est blessé lors de la bataille de la Wilderness et rentre chez lui pour récupérer. Revenant sur les champs de bataille à l'automne, il sert avec distinction pendant la campagne indépendante de la vallée d'Early en tant que commandant de division. À la suite de la désastreuse bataille de Cedar Creek, les survivants d'Early, y compris Pegram, retournent dans l'armée de Virginie du Nord dans les tranchées de Petersburg.
Le 19 janvier 1865, Pegram épouse Hetty Cary lors d'une cérémonie à l'église St. Paul de Richmond. Parmi les célébrants, on retrouve le président confédéré Jefferson Davis et son épouse, Varina. Moins de trois semaines plus tard, Pegram est tué au combat lors de la bataille de Hatcher's Run. Ses obsèques se tiennent dans la même église où il s'est marié récemment, avec un grand nombre de participants. Son jeune frère William sera tué lors de l'un des derniers combats de la guerre, la bataille de Five Forks en avril.
Pegram est enterré dans le cimetière d'Hollywood de Richmond.

## Dans la fiction
Dans l'histoire alternative de MacKinlay Kantor de 1961, « If the South Had Won the Civil War », Pegram apparaît comme l'une des personnalités célèbres qui font campagne pour l'abolition de l'esclavage dans la Confédération indépendante et, qui est finalement réalisée en 1885.